# Pływanie na Letnich Igrzyskach Olimpijskich 1948 – 400 m stylem dowolnym mężczyzn
400 m stylem dowolnym mężczyzn – jedna z konkurencji pływackich rozgrywanych podczas XIV Igrzysk Olimpijskich w Londynie. Eliminacje odbyły się 31 lipca, półfinały 2 sierpnia, a finał 4 sierpnia 1948 roku.
Mistrzem olimpijskim został Amerykanin Bill Smith, który w finale ustanowił nowy rekord olimpijski (4:41,0). Srebro zdobył także reprezentant Stanów Zjednoczonych, Jimmy McLane, uzyskując czas 4:43,4. Brąz, ze stratą czterech sekund do McLane’a, wywalczył John Marshall z Australii. Rozczarowaniem było szóste miejsce Francuza Alexa Jany’ego, który jechał na igrzyska jako faworyt we wszystkich konkurencjach kraulowych i rekordzista świata na dystansie 400 m stylem dowolnym. Francuz w finale uzyskał wynik o ponad 15 sekund wolniejszy od jego najlepszego czasu.
Wcześniej, w eliminacjach McLane uzyskał czas 4:42,2 i pobił tym samym rekord olimpijski ustanowiony na igrzyskach w Berlinie. Jego rezultat poprawił w finale Bill Smith.

## Rekordy
Przed zawodami rekord świata i rekord olimpijski wyglądały następująco:
| Rekord            | Zawodnik    | Czas   | Miejsce     | Data             |       |
| ----------------- | ----------- | ------ | ----------- | ---------------- | ----- |
| Rekord świata     | Alex Jany   | 4:35,2 | Monte Carlo | 12 września 1947 |       |
| Rekord olimpijski | Jack Medica | 4:44,5 | Berlin      | 12 sierpnia 1936 | [ 1 ] |

W trakcie zawodów ustanowiono następujące rekordy:
| Data       | Etap konkurencji | Zawodnik     | Czas   | Rekord |
| ---------- | ---------------- | ------------ | ------ | ------ |
| 31 lipca   | eliminacje       | Jimmy McLane | 4:42,2 | OR     |
| 4 sierpnia | finał            | Bill Smith   | 4:41,0 | OR     |

## Wyniki

### Eliminacje
Do półfinałów zakwalifikowało się dwóch najlepszych pływaków z każdego wyścigu oraz pozostałych czterech zawodników z najlepszymi czasami.

#### Wyścig eliminacyjny 1
| Miejsce | Zawodnik          | Państwo           | Czas   | Uwagi |
| ------- | ----------------- | ----------------- | ------ | ----- |
| 1.      | Jimmy McLane      | Stany Zjednoczone | 4:42,2 | Q,    |
| 2.      | Imre Nyéki        | Węgry             | 5:01,8 | Q     |
| 3.      | Roy Botham        | Wielka Brytania   | 5:03,4 |       |
| 4.      | José Durañona     | Argentyna         | 5:05,8 |       |
| 5.      | Alejandro Febrero | Hiszpania         | 5:16,9 |       |
| 6.      | Robert Cook       | Bermudy           | 5:37,9 |       |
| 7.      | Jack Hakim        | Królestwo Egiptu  | 5:40,3 |       |

#### Wyścig eliminacyjny 2
| Miejsce | Zawodnik          | Państwo           | Czas   | Uwagi |
| ------- | ----------------- | ----------------- | ------ | ----- |
| 1.      | Alfredo Yantorno  | Argentyna         | 4:53,8 | Q     |
| 2.      | Don Johnston      | Południowa Afryka | 4:57,4 | Q     |
| 3.      | Miroslav Bartůšek | Czechosłowacja    | 4:57,9 | q     |
| 4.      | Jo Bernardo       | Francja           | 5:03,8 |       |
| 5.      | Doug Gibson       | Kanada            | 5:13,4 |       |
| 6.      | Walter Schneider  | Szwajcaria        | 5:25,5 |       |
| 7.      | Walter Bardgett   | Bermudy           | 5:37,2 |       |

#### Wyścig eliminacyjny 3
| Miejsce | Zawodnik            | Państwo         | Czas   | Uwagi |
| ------- | ------------------- | --------------- | ------ | ----- |
| 1.      | Jack Hale           | Wielka Brytania | 4:53,3 | Q     |
| 2.      | Alex Jany           | Francja         | 4:53,3 | Q     |
| 3.      | Marijan Stipetić    | Jugosławia      | 5:01,4 | q     |
| 4.      | Garrick Agnew       | Australia       | 5:06,1 |       |
| 5.      | Luis Child          | Kolumbia        | 5:08,5 |       |
| 6.      | Allen Gilchrist     | Kanada          | 5:21,5 |       |
| 7.      | Anwar Aziz Chaudhry | Pakistan        | 6:17,4 |       |

#### Wyścig eliminacyjny 4
| Miejsce | Zawodnik              | Państwo           | Czas   | Uwagi |
| ------- | --------------------- | ----------------- | ------ | ----- |
| 1.      | György Mitró          | Węgry             | 4:56,0 | Q     |
| 2.      | Bill Heusner          | Stany Zjednoczone | 4:58,3 | Q     |
| 3.      | Branko Vidović        | Jugosławia        | 4:58,7 | q     |
| 4.      | Isidoro Martínez-Vela | Hiszpania         | 5:10,0 |       |
| 5.      | Juan Garay            | Argentyna         | 5:10,4 |       |
| 6.      | Derek Oatway          | Bermudy           | 5:20,9 |       |
| 7.      | Bimal Chandra         | Indie             | 5:38,6 |       |

#### Wyścig eliminacyjny 5
| Miejsce | Zawodnik         | Państwo   | Czas   | Uwagi |
| ------- | ---------------- | --------- | ------ | ----- |
| 1.      | Géza Kádas       | Węgry     | 4:52,8 | Q     |
| 2.      | Per-Olof Östrand | Szwecja   | 4:53,5 | Q     |
| 3.      | Florbel Pérez    | Urugwaj   | 5:04,7 |       |
| 4.      | René Cornu       | Francja   | 5:05,2 |       |
| 5.      | Isidoro Pérez    | Hiszpania | 5:16,1 |       |
| 6.      | Sambiao Basanung | Filipiny  | 5:21,5 |       |

#### Wyścig eliminacyjny 6
| Miejsce | Zawodnik         | Państwo           | Czas   | Uwagi |
| ------- | ---------------- | ----------------- | ------ | ----- |
| 1.      | Bill Smith       | Stany Zjednoczone | 4:45,3 | Q     |
| 2.      | John Marshall    | Australia         | 4:51,4 | Q     |
| 3.      | Janko Puhar      | Jugosławia        | 5:00,8 | q     |
| 4.      | Luis González    | Kolumbia          | 5:02,1 |       |
| 5.      | Ari Guðmundsson  | Islandia          | 5:16,2 |       |
| 6.      | Tom Holt         | Wielka Brytania   | 5:20,7 |       |
| 7.      | Sultan Karim Ali | Pakistan          | 7:16,9 |       |

### Półfinały
Do finału zakwalifikowało się dwóch najlepszych pływaków z każdego wyścigu oraz pozostałych czterech zawodników z najlepszymi czasami.

#### Półfinał 1
| Miejsce | Zawodnik          | Państwo           | Czas     | Uwagi |
| ------- | ----------------- | ----------------- | -------- | ----- |
| 1.      | Jimmy McLane      | Stany Zjednoczone | 4:49,5   | Q     |
| 2.      | John Marshall     | Australia         | 4:50,0   | Q     |
| 3.      | György Mitró      | Węgry             | 4:50,8   | q     |
| 4.      | Jack Hale         | Wielka Brytania   | 4:51,4   | q     |
| 5.      | Marijan Stipetić  | Jugosławia        | 4:58,6   |       |
| 6.      | Miroslav Bartůšek | Czechosłowacja    | 4:58,7   |       |
| 7.      | Branko Vidović    | Jugosławia        | 4:59,4   |       |
| 8. !    | Per-Olof Östrand  | Szwecja           | 9:99,9 ! | DNS   |

#### Półfinał 2
| Miejsce | Zawodnik         | Państwo           | Czas     | Uwagi |
| ------- | ---------------- | ----------------- | -------- | ----- |
| 1.      | Géza Kádas       | Węgry             | 4:47,8   | Q     |
| 2.      | Bill Smith       | Stany Zjednoczone | 4:48,4   | Q     |
| 3.      | Alex Jany        | Francja           | 4:51,3   | q     |
| 4.      | Alfredo Yantorno | Argentyna         | 4:57,3   | q     |
| 5.      | Bill Heusner     | Stany Zjednoczone | 4:57,4   |       |
| 6.      | Janko Puhar      | Jugosławia        | 4:58,7   |       |
| 7.      | Don Johnston     | Południowa Afryka | 4:59,5   |       |
| 8. !    | Imre Nyéki       | Węgry             | 9:99,9 ! | DNS   |

## Finał
| Miejsce | Zawodnik         | Państwo           | Czas   | Uwagi |
| ------- | ---------------- | ----------------- | ------ | ----- |
| 1. !    | Bill Smith       | Stany Zjednoczone | 4:41,0 | OR    |
| 2. !    | Jimmy McLane     | Stany Zjednoczone | 4:43,4 |       |
| 3. !    | John Marshall    | Australia         | 4:47,4 |       |
| 4.      | Géza Kádas       | Węgry             | 4:49,4 |       |
| 5.      | György Mitró     | Węgry             | 4:49,9 |       |
| 6.      | Alex Jany        | Francja           | 4:51,4 |       |
| 7.      | Jack Hale        | Wielka Brytania   | 4:55,9 |       |
| 8.      | Alfredo Yantorno | Argentyna         | 4:58,7 |       |